# Roland Pièce
 (juillet 2022).
Si vous disposez d'ouvrages ou d'articles de référence ou si vous connaissez des sites web de qualité traitant du thème abordé ici, merci de compléter l'article en donnant les références utiles à sa vérifiabilité et en les liant à la section « Notes et références ».
Roland Pièce, né à Bex le 15 février 1897 et mort à Sottens le 7 octobre 1972, est le pionnier de la radio en Suisse. 
Peu avant son décès, il est nommé bourgeois d'honneur de la commune de Bex par le Conseil communal lors de sa séance du 20 septembre 1972.

## Biographie
Roland Pièce est le fils de Paul Pièce (1870-1955), juge de paix du Cercle de Bex de 1897 à 1940, et d'Elise Rose Fanny Minod (1870-1932), institutrice.

## Ouvrage
- Roland Pièce, La radio ma vie, 1972, 152 p.